# PRR27
PRR27 (англ. Proline rich 27) – білок, який кодується однойменним геном, розташованим у людей на 4-й хромосомі. Довжина поліпептидного ланцюга білка становить 219 амінокислот, а молекулярна маса — 22 720.
| 10         |  | 20         |  | 30         |  | 40         |  | 50         |
| ---------- |  | ---------- |  | ---------- |  | ---------- |  | ---------- |
| MKLLLWACIV |  | CVAFARKRRF |  | PFIGEDDNDD |  | GHPLHPSLNI |  | PYGIRNLPPP |
| LYYRPVNTVP |  | SYPGNTYTDT |  | GLPSYPWILT |  | SPGFPYVYHI |  | RGFPLATQLN |
| VPPLPPRGFP |  | FVPPSRFFSA |  | AAAPAAPPIA |  | AEPAAAAPLT |  | ATPVAAEPAA |
| GAPVAAEPAA |  | EAPVGAEPAA |  | EAPVAAEPAA |  | EAPVGVEPAA |  | EEPSPAEPAT |
| AKPAAPEPHP |  | SPSLEQANQ  |  |            |  |            |  |            |

A: Аланін

C: Цистеїн

D: Аспарагінова кислота

E: Глутамінова кислота

F: Фенілаланін

G: Гліцин

H: Гістидин

I: Ізолейцин

K: Лізин

L: Лейцин

M: Метіонін

N: Аспарагін

P: Пролін

Q: Глутамін

R: Аргінін

S: Серин

T: Треонін

V: Валін

W: Триптофан

Секретований назовні.